# Lonicera arborea
La Lonicera arborea, o madreselva arbórea, es una especie de arbusto perteneciente a la familia Caprifoliaceae.

## Características
Es un arbusto que alanza un tamaño de (1)2-3(5) m de altura, erecto, rara vez pequeño árbol. Tallos fistulosos al menos en las ramas jóvenes, ramificados desde la base; ramas de corteza fibrosa, al principio pelosa y más tarde calva, grisácea, que se desprende con facilidad, la de las ramas terminales rojo-purpúrea. Hojas opuestas, caedizas, enteras, pecioladas, herbáceas; limbo (9,9)29,2-36,7(45,1) x (8,1)18,1-25,2(43) mm, ovado o elíptico, por excepción suborbicular, agudo o rara vez obtuso, apiculado o mucronulado, con base truncada -rara vez oblicua.-, redondeada. Flores geminadas, en las axilas foliares de los extremos de las ramas, zigomorfas. Cáliz (3,2)3,4-3,9(4,8) mm; tubo (1)1,8-2,1(2,7) mm, glabro; lóbulos (0,9)1,1-1,5(1,9) mm, triangulares, ciliados. Corola (8,3)12,2-14,9(19,5) mm, bilabiada, al principio blanquecina o de un blanco rosado, después blanca o rosada; tubo (2,7)3,1-4,9(6,8) mm, recto, giboso en la base. Los frutos en forma de bayas (10,5)11-12(12,2) mm, globosas, negro-azuladas al principio y amarillo-anaranjadas en la madurez, libres, con 1-2 semillas de (4,2)4,4-4,7(5,3) x (3)3,1-3,7(4,2) mm, subesféricas, con superficie ondulada y apenas alveolada, negras.

## Distribución y hábitat
Se encuentra en claros de melojares y pinares, espinales y matorrales de alta montaña mediterránea caliza; a una altitud de (1250)1350-1800(2200) metros, en el Sur de España y Norte de África (Argelia y Marruecos). 

## Taxonomía
Lonicera arborea fue descrita por Pierre Edmond Boissier y publicado en Notice Abies Pinsapo: 11 (1838). o Biblioth. Universelle Genève 13(1):409.  1838
Citología
Número de cromosomas de Lonicera arborea (Fam. Caprifoliaceae) y táxones infraespecíficos: 2n=18
Etimología
Lonicer: nombre genérico otorgado en honor de Adam Lonitzer (1528-1586), un médico  y botánico alemán, notable por su revisada versión de 1557 del herbario del famoso Eucharius Rösslin (1470 – 1526)
arborea: epíteto latino que significa "con porte de árbol".
Sinonimia
- Caprifolium arboreum (Boiss.) Kuntze
- Lonicera strigossisima Gand.
- Xylosteon arboreum (Boiss.) Webb[2]

## Nombre común
- Castellano: madreselva, madreselva arbórea, maiselva.[2]